# Творуг (гміна)
Гміна Творуг (пол. Gmina Tworóg) — сільська гміна у південній Польщі. Належить до Тарногурського повіту Сілезького воєводства.
Станом на 31 грудня 2011 у гміні проживало 8057 осіб.

## Територія
Згідно з даними за 2007 рік площа гміни становила 124.92 км², у тому числі:
- орні землі: 22.00%
- ліси: 72.00%

Таким чином, площа гміни становить 19.44% площі повіту.

## Населення
Станом на 31 грудня 2011:
| Опис     | Загалом | Загалом | Чоловіки | Чоловіки | Жінки | Жінки |
| -------- | ------- | ------- | -------- | -------- | ----- | ----- |
| одиниця  | осіб    | %       | осіб     | %        | осіб  | %     |
| все      | 8057    | 100     | 3980     | 49.40    | 4077  | 50.60 |
| міське   | 0       | 100     | 0        |          | 0     |       |
| сільське | 8057    | 100     | 3980     | 49.40    | 4077  | 50.60 |

## Сусідні гміни
Гміна Творуг межує з такими гмінами: Вельовесь, Зброславіце, Калети, Кошенцин, Крупський Млин, Люблінець, Тарновські Гури.